# 小行星4929
小行星4929（英語：4929 Yamatai）是一颗围绕太阳公转的小行星。1982年12月13日，香西洋树、古川麒一郎在木曾町发现了此天体，以耶馬台（Yamatai）命名。
这颗小行星的绝对星等为89.87570882049803等。